# 星光少女 彩虹舞台
《星光少女 彩虹舞台》是《星光少女》動畫系列的第三季。於2013年4月6日至2014年3月29日於東京電視台播出，並且換上新登場角色。共51話。
台灣於11月15日開始每週五於東森幼幼台下午5:30播放。香港於2014年8月2日於翡翠台逢星期六、日下午5:30播出。

## 概要
新系列《彩虹舞台》將有別於前作《極光之夢》與三年後的《Dear My Future》，以平行世界的東京、原宿作為舞台，原本只以「流行」及「舞蹈」為比賽中心的內容，更增添了一項新的「音樂」要素，描述一群能感知音樂的顏色、熱度和味道的主角們，站上星光舞台達成夢想的故事。
登場人物與世界觀都與前作有別，被重新設計。對比前兩作的「Prism Show」更重視音樂元素，亦為星光演唱會（Prism Live）奠定了基石。以音樂Group——TRF歌曲的翻唱版本作為本動畫的主題曲。當中的Member——DJ KOO成為動畫中的人物，DJ COO登場通過1年實行合作。
《星光少女 彩虹舞台》請到曾參與《玻璃艦隊》、《月面兔兵器米娜》等人氣動畫製作的知名插畫家——okama，來擔任人物設計原案。導演和動畫製作延續舊系列，由菱田正和及Tatsunoko Pro.、DongWoo Animation負責製作。配音員名單於2013年2月發表，已確定將由《星光少女 Dear My Future》四位女主角組成的樂團「Prizmmy☆」來演唱OP主題曲『BOY MEETS GIRL』。
系列第一季的舞台是橫濱，第二季是台場，第三季也將比照前作，在故事舞台的原宿開設新的品牌商店。

### Pretty Rhythm CLUB
繼以前之作『Pretty Rhythm STUDIO』（プリティーリズムCLUB），在動畫片尾加接的真人表演活動。Prizmmy☆與Prism☆Mates為「Prism Stone」打做“最適合女孩夢想之商店”，並為舞蹈與時裝作出詳盡的介紹。但前系列同樣NICONICO頻道等的配信版沒有肖像權，因以上的影響不被廣播。

## 故事大綱
主角彩瀨鳴是個只要聽音樂就能感受到聲音的顏色，想像力豐富的中學二年級女孩，擅長裝飾各式小物，夢想是希望能夠開一間如「Dear Crown」那樣引領時尚潮流的店。

一天，她得知了即將開設的新店舖，將募集會跳星光舞蹈的女中學生作店長。小鳴也參加了甄選，並在眾多參加者中脫穎而出，一路來到了最終面試。只是當奈露正準備跳舞時，眼前卻突然展開一片未曾見過的舞台景象，在這裡，她遇見了謎一般的少女鈴音。
| “ | 看得見嗎？彩虹之音樂…… | ” |

這群能夠感知音樂的少女，將掀起一陣《星光少女》系列的新旋風！

## 組合介紹

### HAPPY RAIN♪
以鈴音（RINNE）、杏（ANN）、糸（ITO）、小鳴（NARU）四人英文名字開頭取名出道的三人新組合（因為荊千里不允許凜音參加表演，所以只是三人組合。），為結合舞蹈和唱歌的表演的團體。在荊千里的建議下放棄以「Prism Stone」的名義參加「新挑戰！律動大賽」，並以新的名字來代表她們的三人組合。由幸司提出「No RAIN, No Rainbow」的含義，意思是「不經歷大雨，就看不見美麗彩虹」，因此「HAPPY RAIN♪」就是「幸福之雨」。在「新挑戰！ 律動大賽」，首次以幸司和糸共同所創作的新歌「傾盆大雨HAPPY！」（どしゃぶりHAPPY！），得到組合比賽第一名。
三人跳躍
- 朝未來飛 Happy Rain（Mirai E Happy Rain）『未来へハッピーレイン』

首見於本劇第二十六、二十八、三十集。

### Bell ♡ Rose
在薔薇學園中以S組是最強的隊伍，在第26集改名為「Bell ♡ Rose」，為結合舞蹈和唱歌的表演的團體。在若菜的建議下放棄以薔薇學園S組的名義參加「新挑戰！律動大賽」，並以新的名字來代表她們的三人組合。由若菜提出使用「Bell ♡ Rose」。而名字有着「Belle Rose」的意味：「Belle」在法文是指「美麗」，因此隊名可解作「美麗的玫瑰」，另一意思則是有芭爾（Bell）在的Team S是最美麗和華麗。在「新挑戰! 律動大賽」，首次以合唱新歌「Rosette Nebula」得到組合比賽第二名。
三人跳躍
- 革命的玫瑰星雲（Kakumei No Rosette Nebula）『革命のロゼットネビュラ』

使用於本劇第二十九、三十三集。

### 雙人重組
由於參加冬季白雪大會（二人比賽），所以三人組合「HAPPY RAIN♪」和三人組合「Bell ♡ Rose」，重新組合參加比賽。 以下是HAPPY RAIN♪與Bell ♡ Rose在第35話隊伍重組的新組合：

#### 小鳴 ＆ 凜音
在動畫初期，小鳴的演出曾多次被凜音在中段加入，但加入後都是以凜音的四連跳作為結尾。而唯一的同台表演是，在小鳴為兒童慈善活動表演Prism Show時（第34話）突然組成的雙人組合演出雙人四連跳。後來因荊千里的拒絕下無法維持此組合參加冬季白雪大會。
雙人跳躍
- 可愛與明星光點（Lovely & Star Splash）『ラブリー & スター スプラッシュ』

首見於本劇第三十四集。
- 百分之百 純純的箭（100% Pure Pure Arrow）『100%ピュアピュアアロー』[4]

使用於本劇第三十四集。
- 星光流星雨（Star Dust Shower）『スターダストシャワー』

使用於本劇第三十四集。
- 彩虹奇幻拱門（Rainbow Arch Fantasy）『レインボーアーチファンタジー』

使用於本劇第三十四集。

#### 小杏 ＆ 若菜
開始時是因為小杏知道若菜要去新加坡而主動與若菜組成雙人組。關鍵風格是「Friends & Asymmetry」。歌曲由幸司所作，而服飾則由摩摩把兩套服飾混合所設計。組合的主題曲為「Cherry-picking days」。
雙人跳躍
- 神奇宇宙行星[5]（Magical Space Planet）『マジカルスペースプラネット』

使用於本劇第三十六、四十集。
- 流行與民族風光點（Pop & Ethnic Splash）『ポップ & スプラッシュ』

使用於本劇第四十集。
- 心動搖擺節奏（Swinging Heart Rhythm）『スウィンギンハートリズム』

使用於本劇第四十集。
- 覺醒之百花華爾茲（Mezame Flower Waltz）『目覚めフラワーワルツ』

使用於本劇第四十集。

#### 小糸 ＆ 音羽
一直視小糸為王子的音羽，很想與小糸成為雙人組合最後如願以償。關鍵風格是「Love & Life」。歌曲由幸司所作，而服飾與填詞則由音羽所完成。組合的主題曲為「ALIVE」。
雙人跳躍
- 屬於兩人的浪漫演出（Futari No Romantic Show）『ふたりのロマンティックシヨー』

使用於本劇第三十七、四十一集。
- 酷炫與優雅光點（Cool & Feminine Splash）『クール & フェミニンスプラッシュ』

使用於本劇第四十一集。
- 寶石交叉迴旋（Jewel Spin Cross）『ジュエルスピンクロス』

使用於本劇第四十一集。
- 我的童話 夢幻城市（Watashi no Marchen Dreamin' City）『わたしのメルヘン ドリーミングシティ』

使用於本劇第四十一集。

#### 小鳴 ＆ 貝兒
由性格完全相反的兩人－小鳴和貝兒組成，因爲互相崇拜、欣賞對方及其的星光，所以成為雙人組合。歌曲由幸司所作，關鍵風格是「Opposite & Starlight」。組合的主題曲為「Little Wing & Beautiful Pride」。在第四十二集完成五連跳。
雙人跳躍
- 星光羽翼 記憶碎片（Starlight Feather Memory）『スターライトフェザーメモリー』

使用於本劇第三十八、四十二集。
- 可愛與艷麗光點（Lovely & Sexy Splash）『ラブリセクシースプラッシュ』

使用於本劇第四十二集。
- 百分之百 純純的箭（100% Pure Pure Arrow）『100%ピュアピュアアロー』[4]

使用於本劇第四十二集。
- 夢幻星光鳳凰（Mugen Prism Phoenix）『夢幻プリズムフェニックス』

使用於本劇第四十二集。
- 彩虹奇幻拱門（Rainbow Arch Fantasy）『レインボーアーチファンタジー』

使用於本劇第四十二集。

#### 凜音 ＆ 純音
於第39集突然組成雙人組合，由純音透過電視發表。關鍵風格是「閃耀的星光」。在第43集跳出六連跳（除第一跳、第六跳是雙人跳躍外，其他皆為單人跳躍），兩人的目的不在於雙人比賽，而更像兩人互相的競賽。因為不全是雙人跳躍，所以分數不太高出小鳴與貝兒的。可是，她們仍然被稱為「最強雙人組合」，在動畫被指出「兩人所發出的光芒已經超過一般人的水平」。
組合的主題曲為「Sevendays Love, Sevendays Friend」。
雙人跳躍
- 閃亮光點（Star Splash）『スタースプラッシュ』

使用於本劇第四十三集。
- 閃耀星光幻想曲（Shiny Star Fantasia）『シャイニースターファンタジア』[7]

使用於本劇第四十三集。

### Over The Rainbow
第51集組成的三人男子組合，隊名源自幸司的已故父親丈幸遺留的吊墜上所刻寫的「Over The Rainbow」，成員是神濱幸司、速水廣與仁科一月。主題曲是「Athletic core」。
三人跳躍
- 跨越彩虹（Over The Rainbow）『オーバー ザ レインボー』

使用於本劇第五十一集。

## 稜石（Prism Stone）
愛心形狀的獨特寶石，幫助星光舞者更衣的道具，內含飾物和服裝，有些稜石更內藏整套套裝，各自有不同的顏色與屬性，並要搭配在特定款式與色系的服裝上，才能發揮最大的效能。

### HAPPY RAIN♪
以下是HAPPY RAIN♪在表演使用過的普通Prism Stone（不包括七彩造型系列）。
| 衣服搭配 | HAIR                                               | TOP                                                      | BOTTOM                                               | SHOES                                                | ARRANGE |
| -------- | -------------------------------------------------- | -------------------------------------------------------- | ---------------------------------------------------- | ---------------------------------------------------- | ------- |
| 小鳴     | 兔耳髮型 （イースター ラビットヘア）               | 粉彩快樂洋裝 （イースターハッピーワンピ）                |                                                      | 粉彩快樂高跟鞋 （イースター ハッピーパンプス）       |         |
| 小鳴     | 音樂迷你小帽 （ミュージック ミニハット）           | 夢想和聲外套 （ドリーミング ハーモニー ジャケット）      | 夢想和聲短裙 （ドリーミング ハーモニー スカート）    | 音樂巧技之靴 （ミュージック テクニカルブーツ）       |         |
| 小鳴     | HAPPY RAIN 水手帽 （ハッピーレインセーラーハット） | HAPPY RAIN 可愛水手服 （ハッピーレインキュートセーラー） | HAPPY RAIN 可愛寬裙 （ハッピーレインキュートパニエ） | HAPPY RAIN 可愛小靴 （ハッピーレインキュートブーツ） |         |
| 小鳴     | 派對小帽頭飾 （パーティーナイト ミニハット）       | 華麗短版外衣 （マジェスティック レディジャケット）       | 華麗絲絨裙 （マジェスティック ベルベットスカート）   | 派對襪靴組 （パーティーナイト タイツ＆ブーツ）       |         |
| 小鳴     | 可愛小鴨帽子 （ハピなる アヒルちゃん ヘア）        | 可愛小鴨洋裝 （ハピなる アヒルちゃん ワンピース）        |                                                      | 可愛小鴨鞋 （ハピなる アヒルちゃん シューズ）        |         |
| 小鳴     |                                                    | 星光熱舞裝 （ダンシング クイーン ワンピ）                |                                                      | 星光熱舞高跟鞋 （ダンシング クイーン シューズ）      |         |
| 小杏     |                                                    | 白雪曲奇連身裙 （スノークッキーワンピ）                  |                                                      | 白色蕾絲涼鞋 （ホワイトレース サンダル）             |         |
| 小杏     | 音樂迷你小帽 （ミュージック ミニハット）           | 天空旋律外套 （スカイメロディジャケット）                | 天空旋律短褲 （スカイメロディショートパン）          | 音樂巧技之靴 （ミュージック テクニカルブーツ）       |         |
| 小杏     | HAPPY RAIN 水手帽 （ハッピーレインセーラーハット） | HAPPY RAIN 水藍水手服 （ハッピーレインアクアセーラー）   | HAPPY RAIN 水藍短褲 （ハッピーレインアクアョーパン） | HAPPY RAIN 可愛小靴 （ハッピーレインキュートブーツ） |         |
| 小杏     | 派對小帽頭飾 （パーティーナイト ミニハット）       | 華麗長版外衣 （マジェスティック バロンコート）           |                                                      | 派對靴襪組 （パーティーナイト タイツ＆ブーツ）       |         |
| 小杏     |                                                    | 宇宙太空上衣 （コズミック アシンメトリー トップス）      | 宇宙太空短裙 （コズミック スペース スカート）        | 宇宙太空靴子 （コズミック アシメブーツ）             |         |
| 小糸     | 音樂迷你小帽 （ミュージック ミニハット）           | 紫羅蘭夜曲外套 （バイオレットノクターンジャケット）      | 紫羅蘭夜曲短裙 （バイオレットノクターン スカート）   | 音樂巧技之靴 （ミュージック テクニカルブーツ）       |         |
| 小糸     | HAPPY RAIN 水手帽 （ハッピーレインセーラーハット） | HAPPY RAIN 莓果水手服 （ハッピーレインベリーセーラー）   | HAPPY RAIN 莓果褲子 （ハッピーレインベリーパンツ）   | HAPPY RAIN 可愛小靴 （ハッピーレインキュートブーツ） |         |
| 小糸     | 派對小帽頭飾 （パーティーナイト ミニハット）       | 華麗長版外衣 （マジェスティック バロンコート）           |                                                      | 派對靴襪組 （パーティーナイト タイツ＆ブーツ）       |         |
| 小糸     |                                                    | 皇家西裝外套 （ロイヤル マニッシュ ジャケット）          | 皇家西裝褲 （ロイヤル マニッシュ スマートパンツ）    | 皇家紫色高跟鞋 （ロイヤル マニッシュ パンプス）      |         |

### Bell ♡ Rose
以下是Bell ♡ Rose在表演使用過的普通Prism Stone（不包括七彩造型系列）。
| 衣服搭配 | HAIR                                                 | TOP                                                                   | BOTTOM                                                      | SHOES                                                                    | ARRANGE                                    |
| -------- | ---------------------------------------------------- | --------------------------------------------------------------------- | ----------------------------------------------------------- | ------------------------------------------------------------------------ | ------------------------------------------ |
| 紅月     | 百麗玫瑰 絲帶配飾 （ベルローズ リボン アレンジヘア） | 薔薇酒紅上衣 （ベルローズ ワインレッド ベアトップ）                   | 薔薇酒紅短裙 （ベルローズ ワインレッド タイトミニ）         | 紅絲帶及膝鞋襪組 （レッドリボン ニーハイ &パンプス）                     |                                            |
| 紅月     | 絲帶針織帽 （リボンつき ニットぼう）                 | 豔麗黃玫瑰背心 （ビビッドイエローロースキャミ）                       | 兩色格子褶邊裙 （フリフリ ギンガムチェッ ク スカート）      | 小妖精愛心舞鞋 （こあくま ハートパンプス）                               | 銀色珍珠項鍊 （シルバーパール ネックレス） |
| 紅月     | 白玫瑰髮飾 （ホワイトローズ ＆フェザー コサージュ）  | 桃紅真愛洋裝 （イノセント トゥルーラブ ワンピ）                       |                                                             | 蕾絲襪透明高根鞋組 （イノセントレースソックス＆クリアパンプス）          |                                            |
| 紅月     |                                                      | 美豔黑紅洋裝 （ビューティフル フェザーワンピ）                        |                                                             | 美豔黑紅高根鞋 （ビューティフル フェザーパンプス）                       |                                            |
| 音羽     | 百麗玫瑰 絲帶配飾 （ベルローズ リボン アレンジヘア） | 薔薇亮黃上衣 （ベルローズ シルキーイエローベアトップ）                | 薔薇亮黃澎澎裙 （ベルローズ シルキーイエロー パニエ）       | 黑緞帶高根鞋 （ブラックリボン パンプス）                                 |                                            |
| 音羽     |                                                      | Prism Stone假日格紋襯衫 （プリズムストーン バカンス ギンガムシャツ）  | 海洋風格紋裙 （マリンチェック スカート）                    | 夏日蝴蝶結涼鞋 （サマーリボン サンダル）                                 | 海洋愛心項鏈 （マリンハート ネックレス）   |
| 音羽     | 超可愛蝴蝶結髮箍 （キューティリボン アレンジヘア）   | 純真黃色洋裝 （イノセント フレンドシップ ワンピ）                     |                                                             | 純真綁帶靴子 （イノセント ミラクルブーツ）                               |                                            |
| 音羽     |                                                      | 皇家童話洋裝 （ロイヤル メルヘン プリンセスドレス）                   |                                                             | 皇家童話高根鞋 （ロイヤル メルヘンシューズ）                             |                                            |
| 若菜     | 百麗玫瑰 絲帶配飾 （ベルローズ リボン アレンジヘア） | 薔薇鮮綠上衣 （ベルローズ スパークグリーン ベアトップ）               | 薔薇鮮綠長褲 （ベルローズ スパークグリーン パンツ）         | 黑緞帶高根鞋 （ブラックリボン パンプス）                                 |                                            |
| 若菜     | 節慶繽紛髮飾 （フェスティバル ヘアカチューシャ）     | 節慶夏日外衣 （フェスティバル サマーはっぴ）                          | 節慶繽紛襪鞋組 （フェスティバル フラワーたび）              |                                                                          |                                            |
| 若菜     |                                                      | 草莓絲帶連身裙 （いちご リボンワンピ）                                |                                                             | 酒紅絲帶舞鞋 （ワインレッド リボンパンプス）                             |                                            |
| 若菜     |                                                      | 星光練習服 Edel Rose☆Green （メイツ ワンピ エーデルローズ☆ グリーン） |                                                             | 星光運動鞋 Edel Rose☆Green （メイツスニーカー エーデルローズ☆ グリーン） |                                            |
| 若菜     | 超可愛蝴蝶結髮箍 （キューティリボン アレンジヘア）   | 純真綠色小可愛 （イノセント ホープ フリルキャミ）                     | 純真希望短褲 （イノセント ホープ ショーパン）               | 純真綁帶靴子 （イノセント ミラクルブーツ）                               |                                            |
| 若菜     |                                                      | 宇宙流星上衣 （コズミック チャイナ トップス）                         | 宇宙流星短褲 （コズミック シューティング スターショーパン） | 宇宙流星鞋襪組 （コズミック アシメタイツ ＆パンプス）                    |                                            |

### 其他
以下是其他角色在表演使用過的普通Prism Stone（不包括七彩造型系列）。
| 衣服搭配 | HAIR                                             | TOP                                                 | BOTTOM | SHOES                                               | ARRANGE                                            |
| -------- | ------------------------------------------------ | --------------------------------------------------- | ------ | --------------------------------------------------- | -------------------------------------------------- |
| 凜音     | 七色彩虹后冠 （レインボー ティアラ）             | 七色彩虹婚紗 （レインボー ウエディング）            |        | 奇幻彩虹之靴 （ミラクル レインボー ブーツ）         |                                                    |
| 凜音     | 璀璨彩虹皇冠 （レディアント レインボークラウン） | 彩虹光芒洋裝（ミラクルファンシー レインボードレス） |        | 彩虹高跟鞋 （ミラクルファンシーレインボーシューズ） | 彩虹光芒項鏈 （レディアント レインボーネックレス） |
| 純音     |                                                  | 黑夜夢幻禮服 （ナイトドリーム ドレス）              |        | 黑夜夢幻絲帶鞋 （ナイトドリーム リボンシューズ）    |                                                    |

## 用語解說
- 星光演唱會（Prism Live）『プリズムライブ』

本作的主要關鍵詞。少女星光舞者在跳躍時，與神秘的幸運伙伴帶動Prism Show的高潮，以幸運伙伴轉化的樂器進行演奏，以此吸引觀眾。雖然比起常規跳躍更能使觀眾更為興奮，但在夢想大會時未被記入規則指引，所以不獲評分。在「新挑戰! 律動大賽」後正式列入計分項目。
台灣以「星光演會」為名稱，但表演實以「演奏樂器」為主，所涉及的「演唱」部份甚少，可以說是不包括唱歌部份。第50集，最終的「星光演唱會」中，7人以白金風格的姿態共同演奏樂器（沒有唱歌部份），再次順利結合閃耀的星光。
- 星光合奏會（Prism Mix）『プリズムミックス』

少女星光舞者在跳躍時，與神秘的幸運伙伴帶動Prism Show的高潮，以幸運伙伴轉化的日式樂器進行演奏，以此吸引觀眾。與「星光演唱會」的主要分別是，演奏的是日式樂器，分別是「橫笛」、「箏」、「和琴」與「太鼓」。
第51集由Chips、鈴木丑子、佐藤真魚與高橋酉子組成的組合演出。
- 星光羽翼（Prism Feather）『プリズムフェザー』

第三季星光舞者能感受彩虹的終極跳躍時，在背後由星光所構成的羽翼。與Prism Stone的類型屬性類同。根據幸運夥伴的進化，羽翼的形態也有所改變。
- 明星之羽（スターフェザー）：凜音（第1、4集）、純音（第32集）
- 明星之羽 輝煌風格（スターフェザー  プラチナスタイル）：凜音（第9、34、39集）
- 明星之羽 白金風格（ラブリーフェザー スターフェザー）：純音（第50集）

- 可愛之羽（ラブリーフェザー）：小鳴（第13、20、26、28、30、34、42集）
- 可愛之羽 輝煌風格（ラブリーフェザー ブリリアントスタイル）：小鳴（第42集）
- 可愛之羽 白金風格（ラブリーフェザー プラチナスタイル）：小鳴（第50集）

- 流行之羽（ポップフェザー）：小杏（第12、20、22、26、28、30、40集）
- 流行之羽 輝煌風格（ポップフェザー ブリリアントスタイル）：小杏（第40、46集）
- 流行之羽 白金風格（ポップフェザー プラチナスタイル）：小杏（第46、50集）

- 優雅之羽（フェミニンフェザー）：音羽（第21、29、33、41集）
- 優雅之羽 輝煌風格（フェミニンフェザー ブリリアントスタイル）：音羽（第41、46集）
- 優雅之羽 白金風格（フェミニンフェザー プラチナスタイル）：音羽（第46、50集）

- 民族之羽（エスニックフェザー）：若菜（第23、24、29、33、40集）
- 民族之羽 輝煌風格（エスニックフェザー ブリリアントスタイル）：若菜（第40、48集）
- 民族之羽 白金風格（エスニックフェザー プラチナスタイル）：若菜（第48、50集）

- 酷炫之羽（クールフェザー）：小糸（第19、20、26、28、30、41集）
- 酷炫之羽 輝煌風格（クールフェザー ブリリアントスタイル）：小糸（第41、47集）
- 酷炫之羽 白金風格（クールフェザー プラチナスタイル）：小糸（第47、50集）

- 豔麗之羽（セクシーフェザー）：貝兒（第26、29、32、33集）
- 豔麗之羽 輝煌風格（セクシーフェザー ブリリアントスタイル）：紅月（第42集）
- 豔麗之羽 白金風格（セクシーフェザー プラチナスタイル）：紅月（第48、50集）

- 彩虹之羽（レインボーフェザー）：凜音（第39、43集）
- 黑夜夢幻之羽（ナイトドリームフェザー）：純音（第32、43、49集）
- 終極彩虹之羽（ファイナルレインボーフェザー）：純音（第49集）、凜音（第50集）

- 星光彩虹樂器（Prism Rainbow Instruments）『プリズムレインボー・インスツルメンツ』

在星光演唱會時，由幸運夥伴所變成的各種電子樂器，彈奏時會出現彩虹之光。
- 星光時秀『プリズムショー』

一種結合歌舞、花式溜冰和星光跳躍（Prism Jump）的新型態運動競技，包含了男子、女子個別的比賽種類，以及男女成對演出等多種參賽類型。據第一季時阿世知今日子所敘述，該項競賽在全球有約一百萬人參賽。
- 星光空間（Prism Room）『プリズムくうかん』

是表演星光時秀（Prism Show）的時候，星光舞者會到此空間，是以稜石（Prism Stone）更換衣服的地方，也是赤井小姐工作的地方。
- 星光舞者（Prism Star）『プリズムスター』

參與星光時秀的表演者。
- 星光跳躍（Prism Jump）『プリズムジャンプ』

星光舞者在星光時尚秀中，跳出令人歎為觀止的華麗跳躍。
- 星光設計師（Prism Designer）『プリズムデザイナー』

為星光舞者設計衣服和香水的人，設計後會交給赤井眼鏡姐變為稜石，然後星光舞者會穿上進行星光時尚秀，新出道的星光舞者可以獲得星光稜石盒。
- 星光智慧型手機（Prism Smart Phone）『プリズムスマートフォン』

可以用來連絡學園同學和管理課程內容，是個十分高級的星光舞者工具。
- 星光收藏箱（Prism Stone Box）『プリズムストーンボックス』

簡稱稜石盒，稜石盒裡可以裝婚紗、表演服裝和便服等稜石，是十分好用的稜石盒。
- 星光記憶通行証（Prism Memory Pass）『プリズムメモリカード』

能夠記憶星光舞者的克拉，並帶星光舞者進入星光空間（Prism Room）之一的物品。
- 星光耳機（Prism Live Headset）『プリズムライブヘッドセット』

帶星光舞者進入星光空間（Prism Room）之一的物品。
- 星光轉播（Prism Broadcast）『プリズム放送』

第一季除了現場觀看及電視轉播，第二季星光時尚秀更擴展至網路現場直播。第二季的主持人是東．邦比。第三季的主持人是DJ Cool。

## 相關名詞
- 薔薇學園『エーデルローズ』

一所匯集全國星光舞者（Prism Star）精英的訓練學院，分為男校和女校。就讀學生都是精選出來的星光練習生。學院具有專業的設備，讓他們有舒適的環境下練習Prism Show。超人氣的Dear Crown代言人——天羽純音曾经在此就讀。
蓮城寺紅月、小鳥遊音羽、森園若菜也就讀於此學院。

## 競賽

### 女星光舞者大賽
- 夢幻大賽（Dreamin' Session Tournament）

是第一個星光時尚秀的大會，為隊際比賽，不過比賽的演出是分開進行的。Edel Rose Team S曾禪聯多次的冠軍。Prism Stone三人組因在本比賽表演星光演唱會，令Prism Stone人氣增加，並成名。
- 心動時光大賽（Tokimeki Days Session Tournament）

是第二個星光時尚秀的大會。不含比賽成份，純粹邀請隊伍表演星光時尚秀。
- 新挑戰！律動大賽（Try! Grooving Session Tournament）『トライ! グルービングセッション』

是第三個星光時尚秀的大會，又稱為「三重奏大會」（トリオ大会），為三人合作的隊際賽。
由於星光演唱會的熱潮，冰室聖將比賽計分方法從以前只考慮舞蹈、服飾和連續跳躍外，將星光演唱會也列入比賽計分項目。Happy Rain在本比賽第一次得到冠軍，人氣提高。
- 心跳大賽（Heartbeat Session Tournament）

是第四個星光時尚秀的大會。天羽純音在是次大會完美演出星光演唱會（Prism Live），並跳出五連跳。
- 冬日白雪大賽（Winter White Session Tournament）

是第五個星光時尚秀的大會，為雙人賽。由天羽純音和荊凜音雙人組獲得冠軍
- 飛越彩虹大賽（Over The Rainbow Session Tournament）

是第六個星光時尚秀的大會，為最後星光天后盃（Prism Queen Cup）。由紅月順利完成7連跳而獲勝，取代純音當上星光天后；小鳴則因閃耀的星光消失而無法順利演出，得到最後一位。

### 男星光舞者大賽
- ！高空大賽（Fly! Skyhigh Session Tournament）

是當年黑川冷、法月仁與冰室聖最後一年同台競遂星光天王盃（Prism King Cup）的比賽。最後因冰室聖練習時被法月仁陷害，因而退出Prism Show界；而黑川冷也相繼退出比賽，最後由法月仁勝出。
- 舞廳較量大賽（Power Hall Session Tournament）

舞廳較量大賽是「翱翔！高空大賽」上一季的星光天王盃（Prism King Cup）。冰室聖因4連跳失敗；黑川冷的表演受法月仁的指責而得5250分；而由法月仁以9220分勝出。

## 電視動畫
日本

- 播放電視台及時間：東京電視台，逢星期六早上10時至10時30分。
- 播放日期：2013年4月6日 － 2014年3月29日 全51話

台灣

- 播放電視台及時間：東森幼幼台，逢星期五下午5時30分至6時，以國語配音播出，OP1、3；ED1、3以中文翻唱，劇情出現的歌均是日語。。
- 播放日期：2013年11月15日 － 2014年10月31日 全51話


- 播放電視台及時間：MY KIDS TV，逢星期六、日下午6時至7時連播兩集，以國語配音播出。
- 播放日期：2013年12月8日 － 2014年11月23日 全51話

香港

- 播放電視台及時間：翡翠台，逢星期六下午5時30分時至5時55分、星期日下午5時30分時至6時，以粤日雙語播出。
- 播放日期：2014年8月2日 － 2015年2月14日 全51話

### 制作人員
- 原作：Takara Tomy、Syn Sophia
- 企劃：川崎由紀夫（東京電視台）、鴻巢崇、Kim Young Doo
- 企劃協力：依田健
- 監督：菱田正和
- 行政主任：An Jai Ho
- 系列構成：井內秀治
- 副系列構成：坪田文
- 角色原案：okama
- 角色設計：松浦麻衣、Cha Sang Hoon
- 道具設定：藤里枝、中山初繪、小川浩、Kim Young Beom
- 色彩設定：赤間三佐子
- 色彩設計：Yang Min A
- 美術設定：比留間崇、Lee Hoi Young
- CG監督：乙部善弘
- 美術：戶本早苗
- 背景監督：Lee Hoi Young
- 背景設計：Lee Won Gu
- 攝影監督：Huh Tae Hee
- 編輯：關一彥
- 映像編輯：Lee Young Min
- 音響監督：長崎行男
- 音樂：長岡成貢
- 音樂製作：avex entertainment
- 動畫製作人：吉田昇一、Na Jin Yong
- 關聯製作人：大庭晉一郎、岩瀨智彥、岩野貢、中村美喜子
- 製作人：高林庸介（東京電視台）、高橋知子、久保彌、Ha Hae Ran
- 動畫共同製作：龍之子製作公司、DONGWOO ANIMATION
- 製作：東京電視台、《星光少女 Rainbow Live》製作委員會（森岡俊廣、齊藤淳、番泰之、佐川祐子、吉田健人、丸澤滋、Kim Young Doo、Chae Jong Ho）

### 主題曲

#### 片頭曲
「BOY MEETS GIRL」（第01 - 13話）
作詞、作曲：小室哲哉／編曲：michitomo／歌：Prizmmy☆（avex entertainment）
台灣配唱：鄭可欣、巫玉羚
※台灣播出集數：第01 - 26話
「EZ DO DANCE」（第14 - 26話）
作詞、作曲：小室哲哉／編曲：michitomo／歌：Prizmmy☆（avex entertainment）
※台灣無播出
「CRAZY GONNA CRAZY」（第27 - 39話）
作詞、作曲：小室哲哉／編曲：michitomo／歌：Prizmmy☆（avex entertainment）
台灣配唱：鄭可欣、巫玉羚
※台灣播出集數：第27 - 51話
「Butterfly Effect」（第40 - 51話）
作詞：琴織／作曲：michitomo／編曲：KOJI Oba／歌：Prizmmy☆（avex entertainment）
※台灣無播出

#### 片尾曲
「RainBow×RainBow」（第1 - 13話）
作詞：阿久津健太郎／作曲：KOJI oba／編曲：michitomo／歌：Prism☆Box（avex entertainment）
台灣配唱：鄭可欣、巫玉羚
※台灣播出集數：第01 - 26話
「§ Rainbow」（第14 - 26話）
作詞：ACKO／作曲、編曲：永井誠／歌：i☆Ris（avex entertainment）（山北早紀、芹澤優、茜屋日海夏、若井友希、久保田未夢、澁谷梓希）
※台灣無播出
「I wannabee myself!! ～自分らしくいたい！～」 （第27 - 39話）
作詞：池畑伸人／作曲、編曲：長岡成貢／歌：HAPPY RAIN♪（加藤英美里、小松未可子、芹澤優）
台灣配唱：鄭可欣、巫玉羚
※台灣播出集數：第27 - 51話
「ハッピースター☆レストラン」（第40 - 51話）
作詞：NOBE／作曲：michitomo／編曲：KOJI Oba／歌：Prism☆Box（avex entertainment）
※台灣無播出

#### 插入曲
「Gift」（第1、5、9、14、39、50、51話）
作詞：三重野瞳／作曲、編曲：齊藤恒芳／歌：荊凜音（佐倉綾音）
星光魔法機台遊戲在第二季第七章收錄這首。
「BOY MEETS GIRL」（第1 - 4、19、21、24話）
作詞、作曲：小室哲哉／編曲：michitomo／歌：Prizmmy☆（avex entertainment）
「ハート♥イロ♥トリドリ～ム」（第5、13、14、20、34、39、50話）
作詞：三重野瞳／作曲、編曲：山原一浩／歌：彩瀨鳴（加藤英美里）
「BT37.5」（第6、11、14、19、47話）
作詞：三重野瞳／作曲、編曲：山原一浩／歌：涼野糸（小松未可子）
「Sweet time Cooking magic 〜胸ペコなんです私って〜」（第7、12、14、22、46話）
作詞：三重野瞳／作曲、編曲：山原一浩／歌：福原杏（芹澤優）
「BOY MEETS GIRL（PRISM BOY ver.）」（第8、18話）
作詞、作曲：小室哲哉／編曲：michitomo／歌：Over The Rainbow（柿原徹也、前野智昭、增田俊樹）
「Reboot」（第8、28話）
作詞：三重野瞳／作曲、編曲：山原一浩／歌：神濱幸司（柿原徹也）
「Vanity♥colon」（第11、15、21、46話）
作詞：三重野瞳／作曲、編曲：山原一浩／歌：小鳥遊音羽（後藤沙緒里）
「Blowin' in the Mind」（第12、16、23、48話）
作詞：三重野瞳／作曲、編曲：山原一浩／歌：森園若菜（內田真禮）
「Get music！」（第13、17、20、24、48話）
作詞：三重野瞳／作曲、編曲：山原一浩／歌：蓮城寺芭爾（戶松遙）
「Pride」（第18、31、39、45話）
作詞：三重野瞳／作曲、編曲：山原一浩／歌：速水廣（前野智昭）
「Rosette Nebula」（第25、29、32、33話）
作詞：三重野瞳／作曲、編曲：山原一浩／歌：Bell ♡ Rose（戶松遙、後藤沙緒里、內田真禮）
「と・き・め・きDays」（第25話）
作詞、編曲：菅原幸枝／歌：明坂聰美
「どしゃぶりHAPPY！」（第26、28、30、32、51話）
作詞：三重野瞳／作曲、編曲：山原一浩／歌：HAPPY RAIN♪（加藤英美里、小松未可子、芹澤優）
「Free Dreamin's」（第26話）
作詞、編曲：菅原幸枝／歌：明坂聰美
「FREEDOM」（第31話）
作詞：三重野瞳／作曲、編曲：山原一浩／歌：仁科一月（增田俊樹）
「Nth color」（第32、49話）
作詞：三重野瞳／作曲、編曲：齊藤恒芳／歌：天羽純音（宍戶留美）
「cherry-picking days」（第36、40話）
作詞：三重野瞳／作曲、編曲：山原一浩／歌：福原杏＆森園若菜（芹澤優、內田真禮）
「ALIVE」（第37、41話）
作詞：三重野瞳／作曲、編曲：山原一浩／歌：涼野糸＆小鳥遊音羽（小松未可子、後藤沙緒里）
「Little Wing & Beautiful Pride」（第38、42話）
作詞：三重野瞳／作曲、編曲：山原一浩／歌：彩瀨鳴＆蓮城寺芭爾（加藤英美里、戶松遙）
「Sevendays Love, Sevendays Friend」（第43話）
作詞：三重野瞳／作曲、編曲：齊藤恒芳／歌：天羽純音＆荊凜音（宍戶留美、佐倉綾音）
「athletic core」（第51話）
作詞：三重野瞳／作曲、編曲：山原一浩／歌：Over The Rainbow（柿原徹也、前野智昭、增田俊樹）

### 各集標題
| 集數   | 日文標題 | 台灣標題                      | 香港標題                    | 劇本              | 分鏡                | Storyboard     | 演出       | 動畫演出         | 作畫監督                  | 作畫監修                                       |
| ------ | -------- | ----------------------------- | --------------------------- | ----------------- | ------------------- | -------------- | ---------- | ---------------- | ------------------------- | ---------------------------------------------- |
| 第1話  |          | 我是小鳴！我要成為店長！      | 我是奈瑠，我做店長          | 井內秀治          | 青葉讓              | Park Chi Man   | 德本善信   | Ahn Jai Ho       | Cha Sang Hoon Kim Hyun Ok | 松浦麻衣(總) 伊藤良太                          |
| 第2話  |          | 交給小杏就對了！時尚甜點      | 交給我阿杏，波布，甜品      | 井內秀治          | 近藤信宏            | Choi Hun Cheol | 小林浩輔   | Jeon Byung Cheol | Cha Sang Hoon Kim Hyun Ok | 戶田さやか                                     |
| 第3話  |          | Cross就是小糸？COOL & HOT     | Cross即是阿糸？Cool & Hot   | 井內秀治          | 青葉讓              | Sung Won Yong  | 野木森達哉 | Han Young Hoon   | Cha Sang Hoon Kim Hyun Ok | 松浦麻衣                                       |
| 第4話  |          | 歡迎參加Prism Stone復活節活動 | Prism Stone．復活節歡迎你   | 坪田文            | 羽原久美子          | Song Geun Sik  | 小林浩輔   | Jeon Byung Cheol | Cha Sang Hoon Kim Hyun Ok | 伊藤良太                                       |
| 第5話  |          | 我的歌是彩色繽紛的夢想        | 我的歌是色彩繽紛的夢想      | 坪田文            | 川口敬一郎          | Park Chi Man   | 大野和壽   | Choi Hun Cheol   | Cha Sang Hoon Kim Hyun Ok | 戶田さやか                                     |
| 第6話  |          | 酷炫的心為熱情節奏而燃燒      | 冷酷的心因節拍而熾熱        | 村上桃子          | 沖田宮奈            | Choi Hun Cheol | 小林浩輔   | Kim Jin Gu       | Cha Sang Hoon Kim Hyun Ok | 松浦麻衣                                       |
| 第7話  |          | 給頑固老爹甜蜜的魔法          | 向頑固的爸爸施展甜蜜的魔法  | 井內秀治          | 近藤信宏            | Sung Won Yong  | 野木森達哉 | Jeon Byung Cheol | Cha Sang Hoon Kim Hyun Ok | 伊藤良太                                       |
| 第8話  |          | 男人的比賽就是舞蹈對決        | 男子漢的Dance Battle        | 井內秀治          | 川口敬一郎          | Song Geun Sik  | 小林浩輔   | Han Young Hoon   | Cha Sang Hoon Kim Hyun Ok | 戶田さやか                                     |
| 第9話  |          | 星光演唱會是晴時多雲偶陣雨    | Prism Live 天晴後再起風雨   | 本田雅也          | 柊陽菜              | Park Chi Man   | 大野和壽   | Choi Hun Cheol   | Cha Sang Hoon Kim Hyun Ok | 松浦麻衣                                       |
| 第10話 |          | 神祕生物現身Prism Stone！     | 神秘生物在Prism Stone出現   | 井內秀治          | 川口敬一郎          | Choi Hun Cheol | 小林浩輔   | Ryu Bong Hyeo    | Cha Sang Hoon Kim Hyun Ok | 伊藤良太                                       |
| 第11話 |          | 進軍夢幻大賽                  | 進軍夢幻大賽                | 村上桃子          | 青葉讓              | Sung Won Yong  | 小林浩輔   | Jeon Byung Cheol | Cha Sang Hoon Kim Hyun Ok | 戶田さやか                                     |
| 第12話 |          | 揮動勇氣的羽毛                | 展翅吧 勇氣之翼             | 坪田文            | 京極彥 青葉讓       | Sung Won Yong  | 綿田慎也   | Han Young Hoon   | Cha Sang Hoon Kim Hyun Ok | 松浦麻衣                                       |
| 第13話 |          | 連起內心的彩虹橋              | 與心相連的彩虹橋            | 坪田文            | 青葉讓              | Choi Hun Cheol | 小林浩輔   | Na Ki Chual      | Cha Sang Hoon Kim Hyun Ok | 伊藤良太                                       |
| 第14話 |          | 凜音的秘密                    | 鈴音的秘密                  | 井內秀治          | 野木森達哉 青葉讓   | Sung Won Yong  | 野木森達哉 | Ahn Jai Ho       | Cha Sang Hoon Kim Hyun Ok | 戶田さやか                                     |
| 第15話 |          | 音羽的夢幻童話下午茶          | 乙葉的夢幻Tea Party         | 本田雅也          | 沖田宮奈            | Sung Won Yong  | 小林浩輔   | Jeon Byung Cheol | Cha Sang Hoon Kim Hyun Ok | 松浦麻衣 後藤圭佑 森友宏樹                     |
| 第16話 |          | 若菜、快樂又自由！喵          | 若菜，happy freedom，喵     | 村上桃子          | 佐野隆史            | Song Geun Sik  | 佐佐木純人 | Jeon Byung Cheol | Cha Sang Hoon Kim Hyun Ok | 伊藤良太 後藤圭佑 松浦麻衣 森友宏樹            |
| 第17話 |          | 高傲堅強 貝兒綻放             | 高傲、堅強，芭爾綻放        | 坪田文            | 柊陽菜              | Song Geun Sik  | 小林浩輔   | Park Chi Man     | Cha Sang Hoon Kim Hyun Ok | 戶田さやか 後藤圭佑 杉浦英之 森友宏樹          |
| 第18話 |          | 我是阿廣 絕對偶像愛・N・G     | 我是廣 絕對偶像 愛.N.G      | 井內秀治          | 柊陽菜              | Park Chi Man   | 大野和壽   | Choi Hun Cheol   | Cha Sang Hoon Kim Hyun Ok | 松浦麻衣 齊藤里枝 森友宏樹                     |
| 第19話 |          | 連起心和心的絲線              | 將心聯繫的線                | 井內秀治          | 沖田宮奈            | Choi Hun Cheol | 小林浩輔   | Ryu Bong Hyeon   | Cha Sang Hoon Kim Hyun Ok | 伊藤良太 松浦麻衣 森友宏樹                     |
| 第20話 |          | 心心相映 心動大賽             | 心意結合 心動大賽           | 坪田文            | 日步冠星            | Sung Won Yong  | 野木森達哉 | Ahn Jai Ho       | Cha Sang Hoon Kim Hyun Ok | 戶田さやか 伊藤良太 後藤圭佑 齊藤里枝 森友宏樹 |
| 第21話 |          | 第二次甄選                    | 第二次選拔                  | 本田雅也          | 柊陽菜              | Song Geun Sik  | 小林浩輔   | Park Chi Man     | Cha Sang Hoon Kim Hyun Ok | 松浦麻衣 後藤圭佑 齊藤里枝 森友宏樹            |
| 第22話 |          | 約定 和特製三明治             | 承諾和特製三文治            | 井內秀治          | 誌村宏明            | Park Chi Man   | 綿田慎也   | Choi Hun Cheol   | Cha Sang Hoon Kim Hyun Ok | 伊藤良太 森友宏樹                              |
| 第23話 |          | 捎來回憶的星光之風            | 運送回憶的節奏之風          | 村上桃子          | 沖田宮奈            | Park Chi Man   | 小林浩輔   | Choi Hun Cheol   | Cha Sang Hoon Kim Hyun Ok | 戶田さやか 伊藤良太 森友宏樹                   |
| 第24話 |          | 孤獨的女王                    | 孤獨的女王                  | 本田雅也 坪田文   | 柊陽菜              | Sung Won Yong  | 大野和壽   | Jeon Byung Cheol | Cha Sang Hoon Kim Hyun Ok | 松浦麻衣 森友宏樹                              |
| 第25話 |          | 再見 貝兒                     | 再見了，芭爾                | 坪田文            | 川口敬一郎          | Song Geun Sik  | 小林浩輔   | Han Young Hoon   | Cha Sang Hoon Kim Hyun Ok | 伊藤良太 森友宏樹                              |
| 第26話 |          | 召喚彩虹的快樂雨              | 呼喚彩虹的Happy Rain        | 井內秀治          | 日步冠星            | Park Chi Man   | 小林浩輔   | Choi Hun Cheol   | Cha Sang Hoon Kim Hyun Ok | 戶田さやか 森友宏樹                            |
| 第27話 |          | 皮可庫老師生氣了              | 必樂古老師，發怒！          | 井內秀治          | 野木森達哉 日步冠星 | Choi Hun Cheol | 野木森達哉 | Ahn Jai Ho       | Cha Sang Hoon Kim Hyun Ok | 齊藤里枝 森友宏樹                              |
| 第28話 |          | 和純音小姐一起參加星光談話秀  | 同茱莉前輩做Prism talk show | 村上桃子          | 柊陽菜              | Sung Won Yong  | 小林浩輔   | Kim Jin Gu       | Cha Sang Hoon Kim Hyun Ok | 松浦麻衣 森友宏樹                              |
| 第29話 |          | 我是貝兒！我要成為店長        | 我是芭爾，我要當店長        | 坪田文            | 柊陽菜              | Song Geun Sik  | 大野和壽   | Ahn Jai Ho       | Cha Sang Hoon Kim Hyun Ok | 伊藤良太 森友宏樹                              |
| 第30話 |          | 誓言的十字路口                | 誓言的Cross Road            | 井內秀治          | 沖田宮奈            | Choi Hun Cheol | 小林浩輔   | Park Chi Man     | Cha Sang Hoon Kim Hyun Ok | 戶田さやか 森友宏樹                            |
| 第31話 |          | 以勇者為目標 Freedom（自由）  | 以勇者為目標，Freedom       | 本田雅也 青葉讓   | 日步冠星            | Choi Hun Cheol | 佐佐木純人 | Na Ki Chual      | Cha Sang Hoon Kim Hyun Ok | 松浦麻衣 森友宏樹                              |
| 第32話 |          | 為愛展翅的女神                | 為愛展翅的女神              | 井內秀治          | 日步冠星            | Choi Hun Cheol | 小林浩輔   | Na Ki Chual      | Cha Sang Hoon Kim Hyun Ok | 伊藤良太 森友宏樹                              |
| 第33話 |          | 三人出遊喵                    | 三人行約會，喵              | 村上桃子          | 柊陽菜              | Sung Won Yong  | 野木森達哉 | Jeon Byung Cheol | Cha Sang Hoon Kim Hyun Ok | 戶田さやか 森友宏樹                            |
| 第34話 |          | 如果快樂開心 就牽起手吧       | 要開心就要手牽手            | 坪田文            | 柊陽菜              | Sung Won Yong  | 小林浩輔   | Jeon Byung Cheol | Cha Sang Hoon Kim Hyun Ok | 松浦麻衣 森友宏樹                              |
| 第35話 |          | 混搭雙人組 這樣不行啊         | 胡亂組隊 這樣不行           | 本田雅也 坪田文   | 鈴木輪流郎          | Choi Hun Cheol | 佐佐木純人 | Na Ki Chual      | Cha Sang Hoon Kim Hyun Ok | 伊藤良太 森友宏樹                              |
| 第36話 |          | 一起住一晚 兩人進步神速       | 因為留宿令關係融洽？        | 村上桃子          | 柊陽菜              | Choi Hun Cheol | 小林浩輔   | Na Ki Chual      | Cha Sang Hoon Kim Hyun Ok | 戶田さやか 森友宏樹                            |
| 第37話 |          | 哀傷的幸運之星                | 哀傷的Lucky Star            | 井內秀治          | 沖田宮奈            | Song Geun Sik  | 綿田慎也   | Han Young Hoon   | Cha Sang Hoon Kim Hyun Ok | 松浦麻衣 森友宏樹                              |
| 第38話 |          | 聖誕夜響起快樂的鐘聲          | 聖誕夜響起幸福鐘聲          | 坪田文            | 川口敬一郎          | Song Geun Sik  | 小林浩輔   | Han Young Hoon   | Cha Sang Hoon Kim Hyun Ok | 伊藤良太 森友宏樹                              |
| 第39話 |          | 熱氣瀰漫 七彩河童傳說         | 溫泉煙裊 七色河童傳說       | 井內秀治          | 日步冠星            | Choi Hun Cheol | 大野和壽   | Na Ki Chual      | Cha Sang Hoon Kim Hyun Ok | 戶田さやか 森友宏樹                            |
| 第40話 |          | 雙重表白？學長我好欣賞你！    | 雙重表白 很喜歡你，前輩     | 村上桃子          | 柊陽菜              | Sung Won Yong  | 小林浩輔   | Kim Jin Gu       | Cha Sang Hoon Kim Hyun Ok | 齊藤里枝 森友宏樹                              |
| 第41話 |          | 星星串起的牽絆                | 星星聯繫的羈絆              | 井內秀治 坪田文   | 柊陽菜              | Sung Won Yong  | 佐佐木純人 | Jeon Byung Cheol | Cha Sang Hoon Kim Hyun Ok | 伊藤良太 森友宏樹                              |
| 第42話 |          | 小鳴陷入危機 消失的拉芙鈴     | 奈瑠有危機 拉蓓莉消失       | 坪田文            | 沖田宮奈            | Song Geun Sik  | 小林浩輔   | Han Young Hoon   | Cha Sang Hoon Kim Hyun Ok | 松浦麻衣 森友宏樹                              |
| 第43話 |          | 天使的決心                    | 天使的決心                  | 坪田文            | 日步冠星            | Choi Hun Cheol | 小林浩輔   | Choi Hun Cheol   | Cha Sang Hoon Kim Hyun Ok | 戶田さやか 森友宏樹                            |
| 第44話 |          | 彩虹的救世主就是妳            | 彩虹的救世主就是妳          | 坪田文            | 日步冠星            | Sung Won Yong  | 野木森達哉 | Kim Jin Gu       | Cha Sang Hoon Kim Hyun Ok | 伊藤良太 森友宏樹                              |
| 第45話 |          | 薔薇的革命                    | 薔薇的革命                  | 坪田文            | 日步冠星            | Sung Won Yong  | 小林浩輔   | Jeon Byung Cheol | Cha Sang Hoon Kim Hyun Ok | 松浦麻衣 森友宏樹                              |
| 第46話 |          | 開幕！飛越彩虹大賽            | 飛越彩虹大賽 開幕！         | 村上桃子 井內秀治 | 柊陽菜              | Sung Won Yong  | 佐佐木純人 | Jeon Byung Cheol | Cha Sang Hoon Kim Hyun Ok | 戶田さやか 森友宏樹                            |
| 第47話 |          | 照亮愛的幸運之星              | 閃耀愛的幸運星              | 井內秀治          | 川口敬一郎          | Sung Won Yong  | 小林浩輔   | Kim Jin Gu       | Cha Sang Hoon Kim Hyun Ok | 伊藤良太 森友宏樹                              |
| 第48話 |          | 我要像我 要像個人類           | 我的本色，人類的本色        | 坪田文            | 柊陽菜              | Sung Won Yong  | 大野和壽   | Kim Jin Gu       | Cha Sang Hoon Kim Hyun Ok | 松浦麻衣 森友宏樹                              |
| 第49話 |          | 直到生命燃燒殆盡為止          | 將生命燃燒殆盡              | 井內秀治          | 日步冠星            | Sung Won Yong  | 小林浩輔   | Jeon Byung Cheol | Cha Sang Hoon Kim Hyun Ok | 戶田さやか 森友宏樹                            |
| 第50話 |          | 燦爛的星光 就在妳身旁         | 星光的耀目光芒就在妳身邊    | 井內秀治          | 日步冠星            | Sung Won Yong  | 小林浩輔   | Kim Jin Gu       | Cha Sang Hoon Kim Hyun Ok | 伊藤良太 森友宏樹                              |
| 第51話 | GIFT     | GIFT（禮物）                  | 禮物                        | 坪田文            | 柊陽菜              | Sung Won Yong  | 青葉譲     | Jeon Byung Cheol | Cha Sang Hoon Kim Hyun Ok | 松浦麻衣 伊藤良太 戶田さやか 齊藤里枝 森友宏樹 |

## 播放電視台
| 日本 東京電視台 星期六 10:00-10:30 節目 | 日本 東京電視台 星期六 10:00-10:30 節目 | 日本 東京電視台 星期六 10:00-10:30 節目 |
| --------------------------------------- | --------------------------------------- | --------------------------------------- |
|                                         | （2013年4月6日－2014年3月29日）         |                                         |
| 星光少女 美夢成真                       | 星光少女 群星閃耀                       |                                         |
| 日本 BS JAPAN 星期六 10:00-10:30 節目   |                                         |                                         |
| 星光少女 美夢成真                       | （2013年4月6日－2014年3月29日）         | 星光少女 群星閃耀                       |

| 台灣 東森幼幼台 星期五 17:30-18:00 節目 | 台灣 東森幼幼台 星期五 17:30-18:00 節目 | 台灣 東森幼幼台 星期五 17:30-18:00 節目 |
| --------------------------------------- | --------------------------------------- | --------------------------------------- |
|                                         | （2013年11月15日－2014年10月31日）      |                                         |
| 星光少女 美夢成真                       | 星光少女 群星閃耀                       |                                         |

| 台灣 MY KIDS TV 星期日 18:30-19:00 節目 | 台灣 MY KIDS TV 星期日 18:30-19:00 節目 | 台灣 MY KIDS TV 星期日 18:30-19:00 節目 |
| --------------------------------------- | --------------------------------------- | --------------------------------------- |
|                                         | （2013年12月8日－2014年11月23日）       |                                         |
| 神奇寶貝超世代                            | 花舞少女                                |                                         |

| 香港 翡翠台 星期六 17:30-17:55、星期日 17:30-18:00 節目 8月10日、8月31日臨時節目調動停播 10月4日、10月5日、10月12日、12月13日臨時節目調動停播 10月11日臨時節目調動 17:30-18:15 10月18日臨時節目調動 17:55-18:30 | 香港 翡翠台 星期六 17:30-17:55、星期日 17:30-18:00 節目 8月10日、8月31日臨時節目調動停播 10月4日、10月5日、10月12日、12月13日臨時節目調動停播 10月11日臨時節目調動 17:30-18:15 10月18日臨時節目調動 17:55-18:30 | 香港 翡翠台 星期六 17:30-17:55、星期日 17:30-18:00 節目 8月10日、8月31日臨時節目調動停播 10月4日、10月5日、10月12日、12月13日臨時節目調動停播 10月11日臨時節目調動 17:30-18:15 10月18日臨時節目調動 17:55-18:30 |
| --- | --- | --- |
| | （2014年8月2日－2015年2月14日） | |
| 足球騎士 | 寶石寵物V | |
| 香港 翡翠台 星期一至五 15:45 - 16:15 節目 11月9日臨時節目調動停播 | | |
| 光之美少女：甜蜜天使 | 重播 （2016年9月23日－12月5日) | 紙箱戰機Wars |

| 香港 TVB Window 星期六、日 08:30-09:00 節目 11月21日、11月22日停播 12月19日起 08:00-09:00 12月27日 08:00-08:30 | 香港 TVB Window 星期六、日 08:30-09:00 節目 11月21日、11月22日停播 12月19日起 08:00-09:00 12月27日 08:00-08:30 | 香港 TVB Window 星期六、日 08:30-09:00 節目 11月21日、11月22日停播 12月19日起 08:00-09:00 12月27日 08:00-08:30 |
| --- | --- | --- |
| | 星光少女·彩虹舞台 （2015年7月11日－12月27日）                                                                  | |
| 光之美少女：甜蜜天使 第22－49集                                                                                | 岡GON | |

## 關連條目
- 總條目 - 星光少女
- 第一季 - 星光少女 極光之夢
- 第二季 - 星光少女 Dear My Future
- 第四季 - 星光少女 群星閃耀

## 外部連結
- Taraka Tomy《星光少女 Rainbow Live》商品官網 （页面存档备份，存于）（日語）
- Taraka Tomy《星光少女 Rainbow Live》遊戲官網 （页面存档备份，存于） （日語）
- 東京電視台《星光少女 Rainbow Live》官網 （页面存档备份，存于）（日語）
- Avex《星光少女 Rainbow Live》官網 （页面存档备份，存于）（日語）
- Rainbow Live Music☆公式Twitter的X（前Twitter）（日語）
- 台灣官網 （页面存档备份，存于）（繁體中文）